# الهیات فمینیستی
الهیات فمینیستی مبحثی انتقادی و سازنده و خلاقانه دربارهٔ صورت‌های تثبیت‌شدهٔ مذهب، از منظر طرفداری از رهایی زنان از ساختارهای پدرسالارانه‌ای که ادیان اصلی جهان در تحلیل‌های سنتی‌شان مؤید و تجسم آنها هستند.